# Gwanghui-dong
Gwanghui-dong (koreanska: 광희동) är en stadsdel i stadsdistriktet Jung-gu i Sydkoreas huvudstad Seoul.